# نیروی دریایی تاکدا
نیروی دریایی تاکدا، تاکدا سوئیگون (به ژاپنی: 武田水軍 たけだすいぐん) یک نیروی دریایی متعلق به خاندان کای تاکدا، یک ارباب فئودالی در دوره سنگوکو بود که در کویو گونکان از آن نام برده شده است.
هنگامی که تاکدا شینگن در سال ۱۵۶۸ حمله به سوروگا را انجام داد و ایماگاوا اوجیزانه را از ولایت سوروگا بیرون کرد، قلمرو خاندان تاکدا که در استان محصور در خشکی مستقر بود، تا دریا (خلیج سوروگا) گسترش یافت. در آن زمان، شینگن نیروی دریایی سوروگا را که زیر نظر خاندان ایماگاوا بود، به دست گرفت و آن را به نیروی دریایی تاکدا سازماندهی مجدد کرد. نیروی دریایی تاکدا عمدتاً در نواحی روبروی خلیج سوروگا به منظور مقابله با خاندان هوجو فعالیت می‌کرد و درگیر نبردهای دریایی متعددی با نیروی دریایی هوجو در خلیج سوروگا بود. در سال ۱۵۷۱، نیروی دریایی ایسه که متعلق به خاندان کیتاباتاکه بود و از کوکی یوشیتاکا شکست خورده بود، نیز به آن منتقل شد، و ناوگان متشکل از ۵۲ آتاکه‌بونه وی یک ناوگان، عظیم در هسته آن بود.
پس از سقوط خاندان تاکدا در سال ۱۵۸۲، تاکدا سوئیگون از توکوگاوا ایه‌یاسو پیروی کرد و با وساطت هوندا شیگه‌تسوگو به توکوگاوا سوئیگون تبدیل شد و در نهایت به سوئیگون ادو شوگونات سازماندهی شد.